# Kingston Grand Slam Track 2025
Il Kingston Grand Slam 2025 è stato un meeting all’aperto di atletica leggera tenutosi dal 4 al 6 aprile 2025 presso Independence Park, Kingston, Jamaica. È stato il primo incontro della Grand Slam Track 2025, la stagione inaugurale della lega Grand Slam Track di Michael Johnson.
La città è stata confermata come la prima tappa della Grand Slam Track l'11 novembre 2024. È stata la seconda di quattro città ad essere annunciata, dopo che la Los Angeles Slam era stata presentata come parte del lancio della lega. Un gruppo completo di 96 atleti provenienti da 20 paesi per competere nel meeting è stato annunciato il 13 marzo, anche se dieci ritiri e sostituzioni sono stati comunicati il 31 marzo.
Il meeting ha offerto 100.000 dollari statunitensi di montepremi per i vincitori di ciascuno dei sei gruppi di eventi maschili e sei femminili, oltre a compensi per la partecipazione e stipendi previsti dalla lega. L’evento è stato descritto dai media come una prova della sostenibilità della serie Grand Slam Track e della popolarità più ampia dell'atletica leggera in Nord America.
Alcuni atleti sotto contratto, tra cui Devon Allen e Luis Grijalva, hanno saltato il Kingston Slam a causa di infortuni. Ulteriori competitori sono subentrati come sostituti.

## Vincitori dello Slam
(R) sono gli atleti e (C) i competitori
| Race group       | Men                      | Women                         |
| ---------------- | ------------------------ | ----------------------------- |
| Velocità breve   | Kenny Bednarek (R)       | Melissa Jefferson-Wooden (R)  |
| Ostacoli brevi   | Sasha Zhoya (R)          | Danielle Williams (C          |
| Velocità lunga   | Matthew Hudson-Smith (R) | Gabrielle Thomas (R)          |
| Ostacoli lunghi  | Alison dos Santos (R)    | Sydney McLaughlin-Levrone (R) |
| Mezzofondo breve | Emmanuel Wanyonyi (C)    | Diribe Welteji (R)            |
| Mezzofondo       | Grant Fisher (R)         | Ejgayehu Taye (C)             |

## Risultati uomini

### Velocità breve
La gara dei 100 metri si è tenuta 4 Aprile alle 20:21 (UTC−5).
| Pos. | Atleta                | Nazionalità   | Tempo       | Punti | Note |
| ---- | --------------------- | ------------- | ----------- | ----- | ---- |
| 1    | Kenny Bednarek (R)    | Stati Uniti   | 10.07       | 12    |      |
| 2    | Oblique Seville (R)   | Giamaica      | 10.08       | 8     |      |
| 3    | Zharnel Hughes (R)    | Gran Bretagna | 10.13       | 6     |      |
| 4    | Ackeem Blake (C)      | Giamaica      | 10.13       | 5     |      |
| 5    | Courtney Lindsey (C)  | Stati Uniti   | 10.25       | 4     |      |
| 6    | Terrence Jones (C)    | Bahamas       | 10.26       | 3     |      |
| 7    | Fred Kerley (R)       | Stati Uniti   | 10.30       | 2     |      |
| 8    | Joseph Fahnbulleh (C) | Liberia       | 10.39       | 1     |      |
|      |                       |               | vento: -1.3 |       |      |

La gara dei 200 metri si è tenuta il 5 Aprile alle 20:07 (UTC−5).
| Pos. | Atleta                | Nazionalità   | Tempo       | Punti | Note                                     |
| ---- | --------------------- | ------------- | ----------- | ----- | ---------------------------------------- |
| 1    | Kenny Bednarek (R)    | Stati Uniti   | 20.07       | 12    |                                          |
| 2    | Zharnel Hughes (R)    | Gran Bretagna | 20.37       | 8     | Miglior prestazione personale stagionale |
| 3    | Fred Kerley (R)       | Stati Uniti   | 20.39       | 6     | Miglior prestazione personale stagionale |
| 4    | Joseph Fahnbulleh (C) | Liberia       | 20.42       | 5     |                                          |
| 5    | Oblique Seville (R)   | Giamaica      | 20.43       | 4     |                                          |
| 6    | Courtney Lindsey (C)  | Stati Uniti   | 20.62       | 3     |                                          |
| 7    | Ackeem Blake (C)      | Giamaica      | 20.68       | 2     |                                          |
| 8    | Terrence Jones (C)    | Bahamas       | 20.79       | 1     |                                          |
|      |                       |               | Vento: +0.2 |       |                                          |

| Pos.    | Atleta                | Nazionalità   | Punti | Premio   |
| ------- | --------------------- | ------------- | ----- | -------- |
| Oro     | Kenny Bednarek (R)    | Stati Uniti   | 24    | $100.000 |
| Argento | Zharnel Hughes (R)    | Gran Bretagna | 14    | $50.000  |
| Bronzo  | Oblique Seville (R)   | Giamaica      | 12    | $30.000  |
| 4       | Fred Kerley (R)       | Stati Uniti   | 8     | $25.000  |
| 5       | Ackeem Blake (C)      | Giamaica      | 7     | $20.000  |
| 6       | Courtney Lindsey(C)   | Stati Uniti   | 7     | $15.000  |
| 7       | Joseph Fahnbulleh (C) | Liberia       | 6     | $12.500  |
| 8       | Terrence Jones (C)    | Bahamas       | 4     | $10.000  |

### Ostacoli corti
La gara dei 110 m hs si è tenuta il 5 Aprile alle 18:42 (UTC−5).
| Place | Athlete                | Nation      | Time        | Points | Notes |
| ----- | ---------------------- | ----------- | ----------- | ------ | ----- |
| 1     | Dylan Beard (C)        | Stati Uniti | 13.29       | 12     |       |
| 2     | Sasha Zhoya (R)        | Francia     | 13.34       | 8      |       |
| 3     | Freddie Crittenden (R) | Stati Uniti | 13.35       | 6      |       |
| 4     | Daniel Roberts (R)     | Stati Uniti | 13.36       | 5      |       |
| 5     | Cordell Tinch (C)      | Stati Uniti | 13.38       | 4      |       |
| 6     | Omar McLeod (C)        | Giamaica    | 13.38       | 3      |       |
| 7     | Eric Edwards Jr. (C)   | Stati Uniti | 13.42       | 2      |       |
| 8     | Orlando Bennett (C)    | Giamaica    | 13.61       | 1      |       |
|       |                        |             | Vento: -0.5 |        |       |

La gara dei 100 metri piani si è tenuta il 6 Aprile alle 16:29 (UTC−5).
| Pos. | Atleta                 | Nazione     | Tempo             | Punti | Note                                     |
| ---- | ---------------------- | ----------- | ----------------- | ----- | ---------------------------------------- |
| 1    | Sasha Zhoya (R)        | Francia     | 10"55             | 12    |                                          |
| 2    | Cordell Tinch (C)      | Stati Uniti | 10"65             | 8     | Miglior prestazione personale            |
| 3    | Dylan Beard (C)        | Stati Uniti | 10.67             | 6     |                                          |
| 4    | Eric Edwards Jr. (C)   | Stati Uniti | 10.68             | 5     | Miglior prestazione personale stagionale |
| 5    | Daniel Roberts (R)     | Stati Uniti | 10.70             | 4     |                                          |
| 6    | Omar McLeod (C)        | Giamaica    | 10.73             | 3     |                                          |
| 7    | Orlando Bennett (C)    | Giamaica    | 10.77             | 2     |                                          |
| 8    | Freddie Crittenden (R) | Stati Uniti | 10.97             | 1     |                                          |
|      |                        |             | Vento: (-2.0 m/s) |       |                                          |

| Pos.    | Atleta                 | Nazionalità | Punti | Premio   |
| ------- | ---------------------- | ----------- | ----- | -------- |
| Oro     | Sasha Zhoya (R)        | Francia     | 20    | $100.000 |
| Argento | Dylan Beard (C)        | Stati Uniti | 18    | $50.000  |
| Bronzo  | Cordell Tinch (C)      | Stati Uniti | 12    | $30.000  |
| 4       | Daniel Roberts (R)     | Stati Uniti | 9     | $25.000  |
| 5       | Freddie Crittenden (R) | Stati Uniti | 7     | $20.000  |
| 6       | Eric Edwards (C)       | Stati Uniti | 7     | $15.000  |
| 7       | Omar McLeod (C)        | Giamaica    | 6     | $12.500  |
| 8       | Orlando Bennett (C)    | Giamaica    | 3     | $10.000  |

### Velocità lunga
La gara dei 200 metri piani si è disputata il 5 Aprile alle 18:56 (UTC−5).
| Place | Athlete                  | Nation            | Time        | Points | Notes |
| ----- | ------------------------ | ----------------- | ----------- | ------ | ----- |
| 1     | Matthew Hudson-Smith (R) | Gran Bretagna     | 20.77       | 12     |       |
| 2     | Jereem Richards (R)      | Trinidad e Tobago | 20.81       | 8      |       |
| 3     | Deandre Watkin (C)       | Giamaica          | 20.91       | 6      |       |
| 4     | Vernon Norwood (C)       | Stati Uniti       | 20.92       | 5      |       |
| 5     | Christopher Bailey (C)   | Stati Uniti       | 20.93       | 4      |       |
| 6     | Busang Kebinatshipi (C)  | Botswana          | 21.08       | 3      |       |
| 7     | Muzala Samukonga (R)     | Zambia            | 21.24       | 2      |       |
| 8     | Zandrion Barnes (C)      | Giamaica          | 21.59       | 1      |       |
|       |                          |                   | Vento: -3.3 |        |       |

La gara dei 400 metri piani si è disputata il 4 Aprile alle 18:54 (UTC−5).
| Pos. | Atleta                   | nazionalità       | Tempo | Punti | Note                                     |
| ---- | ------------------------ | ----------------- | ----- | ----- | ---------------------------------------- |
| 1    | Christopher Bailey (C)   | Stati Uniti       | 44.34 | 12    | Miglior prestazione mondiale stagionale  |
| 2    | Matthew Hudson-Smith (R) | Regno Unito       | 44.65 | 8     |                                          |
| 3    | Vernon Norwood (C)       | Stati Uniti       | 44.70 | 6     | Miglior prestazione personale stagionale |
| 4    | Busang Kebinatshipi (C)  | Botswana          | 45.15 | 5     |                                          |
| 5    | Muzala Samukonga (R)     | Zambia            | 45.27 | 4     |                                          |
| 6    | Jereem Richards (R)      | Trinidad e Tobago | 45.35 | 3     | Miglior prestazione personale stagionale |
| 7    | Deandre Watkin (C)       | Giamaica          | 45.45 | 2     | Miglior prestazione personale stagionale |
| -    | Zandrion Barnes (C)      | Giamaica          | DQ    | —     |                                          |

| Pos.    | Atleta                   | Nazionalità       | Punti | Premio   |
| ------- | ------------------------ | ----------------- | ----- | -------- |
| Oro     | Matthew Hudson-Smith (R) | Gran Bretagna     | 20    | $100.000 |
| Argento | Christopher Bailey (C)   | Stati Uniti       | 16    | $50.000  |
| Bronzo  | Vernon Norwood (C)       | Stati Uniti       | 11    | $30.000  |
| 4       | Jereem Richards (R)      | Trinidad e Tobago | 11    | $25.000  |
| 5       | Busang Kebinatshipi (C)  | Botswana          | 8     | $20.000  |
| 6       | Deandre Watkin (C)       | Giamaica          | 8     | $15.000  |
| 7       | Muzala Samukonga (R)     | Zambia            | 6     | $12.500  |
| 8       | Zandrion Barnes (C)      | Giamaica          | 1     | $10.000  |

### Ostacoli lunghi
La gara dei 400mH si è tenuta il 4 Aprile, alle 19:34 (UTC−5).
| Pos. | Atleta                | nazionalità | Tempo | Punti | Note                                    |
| ---- | --------------------- | ----------- | ----- | ----- | --------------------------------------- |
| 1    | Alison dos Santos (R) | Brasile     | 47.61 | 12    | Miglior prestazione mondiale stagionale |
| 2    | Roshawn Clarke (R)    | Giamaica    | 48.20 | 8     |                                         |
| 3    | Caleb Dean (R)        | Stati Uniti | 48.58 | 6     |                                         |
| 4    | Malik James-King (C)  | Giamaica    | 48.69 | 5     |                                         |
| 5    | CJ Allen (C)          | Stati Uniti | 48.71 | 4     |                                         |
| 6    | Chris Robinson (C)    | Stati Uniti | 49.21 | 3     |                                         |
| 7    | Assinie Wilson (C)    | Giamaica    | 53.24 | 2     |                                         |
| -    | Clement Ducos (R)     | Francia     | DQ    | —     |                                         |

La gara dei 400 metri si è tenuta il 6 April, iniziata alle 15:54 (UTC−5).
| Pos. | Atleta                | Nazionalità | Tempo | Punti | Note                          |
| ---- | --------------------- | ----------- | ----- | ----- | ----------------------------- |
| 1    | Alison dos Santos (R) | Brasile     | 45.52 | 12    |                               |
| 2    | Chris Robinson (C)    | Stati Uniti | 45.54 | 8     | Miglior prestazione personale |
| 3    | Caleb Dean (R)        | Stati Uniti | 45.68 | 6     |                               |
| 4    | Roshawn Clarke (R)    | Giamaica    | 45.73 | 5     |                               |
| 5    | Malik James-King (C)  | Giamaica    | 46.57 | 4     |                               |
| 6    | Assinie Wilson (C)    | Giamaica    | 46.70 | 3     |                               |
| 7    | CJ Allen (C)          | Stati Uniti | 46.95 | 2     |                               |
| -    | Clement Ducos (R)     | Francia     | DNS   | -     |                               |

| Pos.    | Atleta                | Nazionalità | Punti | Premio   |
| ------- | --------------------- | ----------- | ----- | -------- |
| Oro     | Alison dos Santos (R) | Brasile     | 24    | $100.000 |
| Argento | Roshawn Clarke (R)    | Giamaica    | 13    | $50.000  |
| Bronzo  | Caleb Dean (R)        | Stati Uniti | 12    | $30.000  |
| 4       | Chris Robinson (C)    | Stati Uniti | 11    | $25.000  |
| 5       | Malik James-King (C)  | Giamaica    | 9     | $20.000  |
| 6       | CJ Allen (C)          | Stati Uniti | 6     | $15.000  |
| 7       | Assinie Wilson (C)    | Giamaica    | 5     | $12.500  |
| 8       | Clement Ducos (R)     | Francia     | -     | -        |

### Mezzofondo breve
Gli 800 metri sono stati corsi il 6 Aprile, partendo alle 15:39 (UTC−5).
| Pos. | Atleta                | Nazionalità   | Tempo   | Punti | Note |
| ---- | --------------------- | ------------- | ------- | ----- | ---- |
| 1    | Marco Arop (R)        | Canada        | 1:45.13 | 12    |      |
| 2    | Emmanuel Wanyonyi (C) | Kenya         | 1:46.44 | 8     |      |
| 3    | Bryce Hoppel (C)      | Stati Uniti   | 1:47.02 | 6     |      |
| 4    | Neil Gourley (C)      | Gran Bretagna | 1:47.84 | 5     |      |
| 5    | Cole Hocker (R)       | Stati Uniti   | 1:48.02 | 4     |      |
| 6    | Yared Nuguse (R)      | Stati Uniti   | 1:48.16 | 3     |      |
| 7    | Mohamed Attaoui (C)   | Spagna        | 1:48.44 | 2     |      |
| 8    | Josh Kerr (R)         | Gran Bretagna | 1:50.68 | 1     |      |

La gara dei 1500 metri è stata svolta il 5 Aprile, partita alle 18:50 (UTC−5).
| Pos. | Atleta                | Nazionalità   | Tempo   | Punti | Note                          |
| ---- | --------------------- | ------------- | ------- | ----- | ----------------------------- |
| 1    | Emmanuel Wanyonyi (C) | Kenya         | 3:35.18 | 12    | Miglior prestazione personale |
| 2    | Yared Nuguse (R)      | Stati Uniti   | 3:35.36 | 8     |                               |
| 3    | Cole Hocker (R)       | Stati Uniti   | 3:35.52 | 6     |                               |
| 4    | Neil Gourley (C)      | Gran Bretagna | 3:35.60 | 5     |                               |
| 5    | Josh Kerr (R)         | Gran Bretagna | 3:35.61 | 4     |                               |
| 6    | Marco Arop (R)        | Canada        | 3:39.65 | 3     |                               |
| 7    | Bryce Hoppel (C)      | Stati Uniti   | 3:39.78 | 2     | Miglior prestazione personale |
| 8    | Mohamed Attaoui (C)   | Spagna        | 3:39.78 | 1     |                               |

| Pos.    | Atleta                | Nazionalità   | Punti | Premio   |
| ------- | --------------------- | ------------- | ----- | -------- |
| Oro     | Emmanuel Wanyonyi (C) | Kenya         | 20    | $100.000 |
| Argento | Marco Arop (R)        | Canada        | 15    | $50.000  |
| Bronzo  | Yared Nuguse (R)      | Stati Uniti   | 11    | $30.000  |
| 4       | Cole Hocker (R)       | Stati Uniti   | 10    | $25.000  |
| 5       | Neil Gourley (C)      | Gran Bretagna | 10    | $20.000  |
| 6       | Bryce Hoppel (C)      | Stati Uniti   | 8     | $15.000  |
| 7       | Josh Kerr (R)         | Gran Bretagna | 5     | $12.500  |
| 8       | Mohamed Attaoui (C)   | Spagna        | 3     | $10.000  |

### Mezzofondo
La gara dei 3000 metri è stata svolta il 6 Aprile, partita alle 16:49 (UTC−5).
| Pos. | Atleta                          | Nazionalità | Tempo   | Punti | Note |
| ---- | ------------------------------- | ----------- | ------- | ----- | ---- |
| 1    | Hagos Gebrhiwet (R)             | Etiopia     | 7:51.55 | 12    |      |
| 2    | Telahun Haile Bekele (C)        | Etiopia     | 8:00.68 | 8     |      |
| 3    | Grant Fisher (R)                | Stati Uniti | 8:03.85 | 6     |      |
| 4    | Ronald Kwemoi (R)               | Kenya       | 8:04.12 | 5     |      |
| 5    | Cooper Teare (C)                | Stati Uniti | 8:04.16 | 4     |      |
| 6    | Dylan Jacobs (C)                | Stati Uniti | 8:04.86 | 3     |      |
| 7    | Thierry Ndikumwenayo (C)        | Spagna      | 8:08.52 | 2     |      |
| 8    | Charles Philibert-Thiboutot (C) | Canada      | 8:09.46 | 1     |      |

I 5000 metri sono stati corsi il 4 Aprile, partiti alle 19:56 (UTC−5).
| Pos. | Atleta                          | Nazionalità | Tempo    | Punti | Note |
| ---- | ------------------------------- | ----------- | -------- | ----- | ---- |
| 1    | Grant Fisher (R)                | Stati Uniti | 14:39.14 | 12    |      |
| 2    | Cooper Teare (C)                | Stati Uniti | 14:39.31 | 8     |      |
| 3    | Dylan Jacobs (C)                | Stati Uniti | 14:39.56 | 6     |      |
| 4    | Hagos Gebrhiwet (R)             | Etiopia     | 14:40.20 | 5     |      |
| 5    | Ronald Kwemoi (R)               | Kenya       | 14:40.64 | 4     |      |
| 6    | Thierry Ndikumwenayo (C)        | Spagna      | 14:41.23 | 3     |      |
| 7    | Telahun Haile Bekele (C)        | Etiopia     | 14:42.20 | 2     |      |
| 8    | Charles Philibert-Thiboutot (C) | Canada      | 14:44.30 | 1     |      |

| Pos.    | Atleta                          | Nazionalità | Punti | Premio   |
| ------- | ------------------------------- | ----------- | ----- | -------- |
| Oro     | Grant Fisher (R)                | Stati Uniti | 18    | $100.000 |
| Argento | Hagos Gebrhiwet (R)             | Etiopia     | 17    | $50.000  |
| Bronzo  | Cooper Teare (C)                | Stati Uniti | 12    | $30.000  |
| 4       | Telahun Haile Bekele (C)        | Etiopia     | 10    | $25.000  |
| 5       | Dylan Jacobs (C)                | Stati Uniti | 9     | $20.000  |
| 6       | Ronald Kwemoi (R)               | Kenya       | 9     | $15.000  |
| 7       | Thierry Ndikumwenayo (C)        | Spagna      | 5     | $12.500  |
| 8       | Charles Philibert-Thiboutot (C) | Canada      | 2     | $10.000  |

## Risultati donne

### Velocità breve
I 100 metri sono stati corsi il 5 Aprile, partiti alle 19:38 (UTC−5).
| Pos. | Atleta                | Nazionalità | Tempo       | Punti | Note |
| ---- | --------------------- | ----------- | ----------- | ----- | ---- |
| 1    | Melissa Jefferson (R) | Stati Uniti | 11.11       | 12    |      |
| 2    | Jenna Prandini (C)    | Stati Uniti | 11.23       | 8     |      |
| 3    | Jacious Sears (C)     | Stati Uniti | 11.25       | 6     |      |
| 4    | Daryll Neita (R)      | Regno Unito | 11.33       | 5     |      |
| 5    | Kemba Nelson (C)      | Giamaica    | 11.37       | 4     |      |
| 6    | Alana Reid (C)        | Giamaica    | 11.47       | 3     |      |
| 7    | Tamara Clark (C)      | Stati Uniti | 11.58       | 2     |      |
| 8    | Jodean Williams (C)   | Giamaica    | 11.68       | 1     |      |
|      |                       |             | Vento: -0.6 |       |      |

I 200 metri si sono tenuti il 6 Aprile, partiti alle 17:08 (UTC−5).
| Pos. | Atleta                | Nazionalità | Tempo       | Punti | Note |
| ---- | --------------------- | ----------- | ----------- | ----- | ---- |
| 1    | Melissa Jefferson (R) | Stati Uniti | 23.46       | 12    |      |
| 2    | Jenna Prandini (C)    | Stati Uniti | 23.56       | 8     |      |
| 3    | Jacious Sears (C)     | Stati Uniti | 23.79       | 6     |      |
| 4    | Kemba Nelson (C)      | Giamaica    | 23.84       | 5     |      |
| 5    | Daryll Neita (R)      | Regno Unito | 23.89       | 4     |      |
| 6    | Alana Reid (C)        | Giamaica    | 24.02       | 3     |      |
| 7    | Jodean Williams (C)   | Giamaica    | 24.29       | 2     |      |
| —    | Tamara Clark (C)      | Stati Uniti | DNS         | —     |      |
|      |                       |             | Vento: -4.7 |       |      |

| Pos.    | Atleta                | Nazionalità | Punti | Premio   |
| ------- | --------------------- | ----------- | ----- | -------- |
| Oro     | Melissa Jefferson (R) | Stati Uniti | 24    | $100.000 |
| Argento | Jenna Prandini (C)    | Stati Uniti | 16    | $50.000  |
| Bronzo  | Jacious Sears (C)     | Stati Uniti | 12    | $30.000  |
| 4       | Kemba Nelson (C)      | Giamaica    | 9     | $25.000  |
| 5       | Daryll Neita (R)      | Regno Unito | 9     | $20.000  |
| 6       | Alana Reid (C)        | Giamaica    | 6     | $15.000  |
| 7       | Jodean Williams (C)   | Giamaica    | 3     | $12.500  |
| 8       | Tamara Clark ()       | Stati Uniti | 2     | $10.000  |

### Ostacoli corti
La gara dei 100 m hs è stata svolta il 5 aprile, partita alle 19:25 (UTC−5).
| Place | Athlete                   | Nation      | Time        | Points | Notes                                   |
| ----- | ------------------------- | ----------- | ----------- | ------ | --------------------------------------- |
| 1     | Tia Jones (C)             | Stati Uniti | 12.63       | 12     | Miglior prestazione mondiale stagionale |
| 2     | Danielle Williams (C)     | Giamaica    | 12.70       | 8      |                                         |
| 3     | Jasmine Camacho-Quinn (R) | Porto Rico  | 12.70       | 6      |                                         |
| 4     | Ackera Nugent (R)         | Giamaica    | 12.75       | 5      |                                         |
| 5     | Masai Russell (R)         | Stati Uniti | 12.78       | 4      |                                         |
| 6     | Denisha Cartwright (C)    | Bahamas     | 12.96       | 3      |                                         |
| 7     | Amber Hughes (C)          | Stati Uniti | 13.39       | 2      |                                         |
|       |                           |             | Vento: -1.4 |        |                                         |

I 100 metri sono stati svolti il 6 Aprile, partiti alle 15:42 (UTC−5).
| Place | Athlete                   | Nation      | Time        | Points | Notes |
| ----- | ------------------------- | ----------- | ----------- | ------ | ----- |
| 1     | Danielle Williams (C)     | Giamaica    | 11.54       | 12     |       |
| 2     | Ackera Nugent (R)         | Giamaica    | 11.57       | 8      |       |
| 3     | Jasmine Camacho-Quinn (R) | Porto Rico  | 11.73       | 6      |       |
| 4     | Denisha Cartwright (C)    | Bahamas     | 11.74       | 5      |       |
| 5     | Masai Russell (R)         | Stati Uniti | 11.86       | 4      |       |
| 6     | Tia Jones (C)             | Stati Uniti | 12.26       | 3      |       |
| 7     | Amber Hughes (C)          | Stati Uniti | 12.32       | 2      |       |
|       |                           |             | Vento: -3.4 |        |       |

| Pos.    | Atleta                    | Nazionalità | Punti | Premio   |
| ------- | ------------------------- | ----------- | ----- | -------- |
| Oro     | Danielle Williams (C)     | Giamaica    | 20    | $100.000 |
| Argento | Tia Jones (C)             | Stati Uniti | 15    | $50.000  |
| Bronzo  | Ackera Nugent (R)         | Giamaica    | 13    | $30.000  |
| 4       | Jasmine Camacho-Quinn (R) | Porto Rico  | 12    | $25.000  |
| 5       | Denisha Cartwright (C)    | Bahamas     | 8     | $20.000  |
| 6       | Masai Russell (R)         | Stati Uniti | 8     | $15.000  |
| 7       | Amber Hughes (C)          | Stati Uniti | 4     | $12.500  |

### Velocità lunga
La gara dei 200 metri si è tenuta il 4 aprile, con partenza alle 18:42 (UTC−5).
Gabby Thomas, che inizialmente si era iscritta alla categoria sprint brevi, è passata alla categoria sprint lunghi per il Kingston Slam.
| Pos. | Atleta                       | Nazionalità     | Tempo       | Punti | Note |
| ---- | ---------------------------- | --------------- | ----------- | ----- | ---- |
| 1    | Gabrielle Thomas (R)         | Stati Uniti     | 22.62       | 12    | CR   |
| 2    | Marileidy Paulino (R)        | Rep. Dominicana | 22.93       | 8     |      |
| 3    | Dina Asher-Smith (C)         | Regno Unito     | 22.96       | 6     |      |
| 4    | Salwa Eid Naser (R)          | Bahrein         | 22.99       | 5     |      |
| 5    | Talitha Diggs Template:Small | Stati Uniti     | 23.30       | 4     |      |
| 6    | Alexis Holmes (R)            | Stati Uniti     | 23.33       | 3     |      |
| 7    | Stacey Ann Williams (C)      | Giamaica        | 23.35       | 2     |      |
| 8    | Nickisha Pryce (R)           | Giamaica        | 23.75       | 1     |      |
|      |                              |                 | Vento: -0.2 |       |      |

I 400 metri sono stati svolti il 5 aprile, partiti alle 20:21 (UTC−5).
| Pos. | Atleta                  | Nazionalità     | Tempo | Punti | Note             |
| ---- | ----------------------- | --------------- | ----- | ----- | ---------------- |
| 1    | Salwa Eid Naser (R)     | Bahrein         | 48.67 | 12    | CR, SB           |
| 2    | Gabrielle Thomas (R)    | Stati Uniti     | 49.14 | 8     | Template:AthAbbr |
| 3    | Marileidy Paulino (R)   | Rep. Dominicana | 49.35 | 6     |                  |
| 4    | Alexis Holmes (R)       | Stati Uniti     | 50.12 | 5     | Template:AthAbbr |
| 5    | Stacey Ann Williams (C) | Giamaica        | 50.37 | 4     | SB               |
| 6    | Nickisha Pryce (R)      | Giamaica        | 50.92 | 3     | Template:AthAbbr |
| 7    | Talitha Diggs (C)       | Stati Uniti     | 52.05 | 2     |                  |
| 8    | Dina Asher-Smith (C)    | Regno Unito     | 52.15 | 1     | Template:AthAbbr |

| Pos.    | Atleta                  | Nazionalità     | Punti | Premio   |
| ------- | ----------------------- | --------------- | ----- | -------- |
| Oro     | Gabrielle Thomas (R)    | Stati Uniti     | 20    | $100.000 |
| Argento | Salwa Eid Naser (R)     | Bahrein         | 17    | $50.000  |
| Bronzo  | Marileidy Paulino (R)   | Rep. Dominicana | 14    | $30.000  |
| 4       | Alexis Holmes (R)       | Stati Uniti     | 8     | $25.000  |
| 5       | Dina Asher-Smith (C)    | Regno Unito     | 7     | $20.000  |
| 6       | Stacey Ann Williams (C) | Giamaica        | 6     | $15.000  |
| 7       | Talitha Diggs (C)       | Stati Uniti     | 6     | $12.500  |
| 8       | Nickisha Pryce (R)      | Giamaica        | 4     | $10.000  |

### Ostacoli lunghi
La gara dei 400mH si è svolta il 4 Aprile, partita alle 19:46 (UTC−5).
| Pos. | Atleti                        | Nazionalità | Tempo | Punti | Note   |
| ---- | ----------------------------- | ----------- | ----- | ----- | ------ |
| 1    | Sydney McLaughlin-Levrone (R) | Stati Uniti | 52.76 | 12    | CR, WL |
| 2    | Dalilah Muhammad (C)          | Stati Uniti | 54.59 | 8     |        |
| 3    | Rushell Clayton (R)           | Giamaica    | 55.02 | 6     |        |
| 4    | Andrenette Knight (C)         | Giamaica    | 55.06 | 5     |        |
| 5    | Cathelijn Peeters (C)         | Paesi Bassi | 55.85 | 4     |        |
| 6    | Shiann Salmon (C)             | Giamaica    | 55.89 | 3     |        |
| 7    | Cassandra Tate (C)            | Stati Uniti | 56.65 | 2     |        |

La gara dei 400 metri si terrà il 6 Aprile, partita alle 17:21 (UTC−5).
| Pos. | Atleta                        | Nazionalità | Tempo | Punti | Note |
| ---- | ----------------------------- | ----------- | ----- | ----- | ---- |
| 1    | Sydney McLaughlin-Levrone (R) | Stati Uniti | 50.32 | 12    |      |
| 2    | Andrenette Knight (C)         | Giamaica    | 52.09 | 8     | SB   |
| 3    | Dalilah Muhammad (C)          | Stati Uniti | 52.21 | 6     | SB   |
| 4    | Shiann Salmon (C)             | Giamaica    | 52.25 | 5     |      |
| 5    | Cathelijn Peeters (C)         | Paesi Bassi | 52.52 | 4     |      |
| 6    | Cassandra Tate (C)            | Stati Uniti | 52.73 | 3     |      |
| -    | Rushell Clayton (R)           | Giamaica    | DNF   | -     |      |

| Pos.    | Atleta                        | Nazionalità | Punti | Premio   |
| ------- | ----------------------------- | ----------- | ----- | -------- |
| Oro     | Sydney McLaughlin-Levrone (R) | Stati Uniti | 24    | $100.000 |
| Argento | Dalilah Muhammad (C)          | Stati Uniti | 14    | $50.000  |
| Bronzo  | Andrenette Knight (C)         | Giamaica    | 13    | $30.000  |
| 4       | Shiann Salmon (C)             | Giamaica    | 8     | $25.000  |
| 5       | Cathelijn Peeters (C)         | Paesi Bassi | 8     | $20.000  |
| 6       | Rushell Clayton (R)           | Giamaica    | 6     | $15.000  |
| 7       | Cassandra Tate (C)            | Stati Uniti | 5     | $12.500  |

### Short distance
Gli 800 metri sono stati svolti il 4 aprile, partiti alle 19:21 (UTC−5).
| Place | Athlete                 | Nation      | Time    | Points | Notes      |
| ----- | ----------------------- | ----------- | ------- | ------ | ---------- |
| 1     | Nikki Hiltz (R)         | Stati Uniti | 1:58.23 | 12     | CR, WL, PB |
| 2     | Diribe Welteji (R)      | Etiopia     | 1:58.29 | 8      |            |
| 3     | Jessica Hull (R)        | Australia   | 1:58.58 | 6      | PB         |
| 4     | Sage Hurta-Klecker (C)  | Stati Uniti | 1:59.26 | 5      | SB         |
| 5     | Susan Ejore (C)         | Kenya       | 1:59.26 | 4      |            |
| 6     | Natoya Goule-Toppin (C) | Giamaica    | 1:59.78 | 3      | SB         |
| 7     | Heather Maclean (C)     | Stati Uniti | 2:00.71 | 2      |            |
| 8     | Mary Moraa (R)          | Kenya       | 2:00.97 | 1      |            |

I 1500 metri sono stati corsi il 5 aprile, partiti alle 19:08 (UTC−5).
| Pos. | Atleta                  | Nazionalità | Tempo   | Punti | Note |
| ---- | ----------------------- | ----------- | ------- | ----- | ---- |
| 1    | Diribe Welteji (R)      | Etiopia     | 4:04.51 | 12    | CR   |
| 2    | Susan Ejore (C)         | Kenya       | 4:05.10 | 8     |      |
| 3    | Nikki Hiltz (R)         | Stati Uniti | 4:05.39 | 6     | SB   |
| 4    | Jessica Hull (R)        | Australia   | 4:05.48 | 5     |      |
| 5    | Heather Maclean (C)     | Stati Uniti | 4:07.11 | 4     |      |
| 6    | Sage Hurta-Klecker (C)  | Stati Uniti | 4:10.16 | 3     | SB   |
| 7    | Natoya Goule-Toppin (C) | Giamaica    | 4:20.73 | 2     |      |
| —    | Mary Moraa (R)          | Kenya       | DNS     | —     |      |

| Pos.    | Atleta                         | Nazionalità | Punti | Premio   |
| ------- | ------------------------------ | ----------- | ----- | -------- |
| Oro     | Diribe Welteji (R)             | Etiopia     | 20    | $100.000 |
| Argento | Nikki Hiltz (R)                | Stati Uniti | 18    | $50.000  |
| Bronzo  | Susan Ejore (C)                | Kenya       | 12    | $30.000  |
| 4       | Jessica Hull (R)               | Australia   | 11    | $25.000  |
| 5       | Sage Hurta-Klecker (C)         | Stati Uniti | 8     | $20.000  |
| 6       | Heather Maclean Template:Small | Stati Uniti | 6     | $15.000  |
| 7       | Natoya Goule-Toppin (C)        | Giamaica    | 5     | $12.500  |
| 8       | Mary Moraa (R)                 | Kenya       | 1     | $10.000  |

### Mezzofondo
I 3000 metri sono stati corsi il 4 aprile, partiti alle 19:04 (UTC−5).
| Place | Athlete                  | Nation      | Time    | Points | Notes            |
| ----- | ------------------------ | ----------- | ------- | ------ | ---------------- |
| 1     | Ejgayehu Taye (C)        | Etiopia     | 8:28.42 | 12     | CR               |
| 2     | Agnes Jebet Ngetich (R)  | Kenya       | 8:28.75 | 8      | Template:AthAbbr |
| 3     | Tsigie Gebreselama (R)   | Etiopia     | 8:38.15 | 6      |                  |
| 4     | Hellen Ekalale Lobun (C) | Kenya       | 8:42.51 | 5      |                  |
| 5     | Whittni Morgan (C)       | Stati Uniti | 8:43.35 | 4      |                  |
| 6     | Elise Cranny (R)         | Stati Uniti | 8:44.03 | 3      |                  |
| 7     | Nozomi Tanaka (R)        | Giappone    | 8:49.10 | 2      |                  |
| 8     | Emily Infeld (C)         | Stati Uniti | 8:56.66 | 1      |                  |

I 5000 metri sono stati corsi il 6 aprile, partiti alle 16:04 (UTC−5).
| Place | Athlete                  | Nation      | Time     | Points | Notes |
| ----- | ------------------------ | ----------- | -------- | ------ | ----- |
| 1     | Ejgayehu Taye (C)        | Etiopia     | 14:54.88 | 12     | CR    |
| 2     | Agnes Jebet Ngetich (R)  | Kenya       | 14:59.80 | 8      |       |
| 3     | Tsigie Gebreselama (R)   | Etiopia     | 15:24.62 | 6      |       |
| 4     | Emily Infeld (C)         | Stati Uniti | 15:26.87 | 5      |       |
| 5     | Hellen Ekalale Lobun (C) | Kenya       | 15:28.70 | 4      |       |
| 6     | Elise Cranny (R)         | Stati Uniti | 15:31.61 | 3      |       |
| 7     | Nozomi Tanaka (R)        | Giappone    | 15:31.93 | 2      |       |
| 8     | Whittni Morgan (C)       | Stati Uniti | 15:36.31 | 1      |       |

| Pos.    | Atleta                   | Nazionalità | Punti | Premio   |
| ------- | ------------------------ | ----------- | ----- | -------- |
| Oro     | Ejgayehu Taye (C)        | Etiopia     | 24    | $100.000 |
| Argento | Agnes Jebet Ngetich (R)  | Kenya       | 16    | $50.000  |
| Bronzo  | Tsigie Gebreselama (R)   | Etiopia     | 12    | $30.000  |
| 4       | Hellen Ekalale Lobun (C) | Kenya       | 9     | $25.000  |
| 5       | Emily Infeld (C)         | Stati Uniti | 6     | $20.000  |
| 6       | Elise Cranny (R)         | Stati Uniti | 6     | $15.000  |
| 7       | Whittni Morgan (C)       | Stati Uniti | 5     | $12.500  |
| 8       | Nozomi Tanaka (R)        | Giappone    | 4     | $10.000  |

### Broadcast
Nel febbraio 2025, Grand Slam Track ha annunciato accordi con The CW, un'emittente televisiva over-the-air, e con il servizio di streaming Peacock negli Stati Uniti. Tutti gli eventi sono stati trasmessi in streaming su Peacock, mentre The CW ha trasmesso la copertura del fine settimana. Anche la NBC, la cui società madre possiede Peacock, ha trasmesso uno speciale con i momenti salienti.